# Gurgen Baghdasarian
Gurgen Baghdasarian (orm. Գուրգեն Բաղդասարյան; ros. Гурген Торгомович Багдасарян; ur. 26 października 1955) – radziecki zapaśnik startujący w stylu wolnym.
Mistrz Europy w 1980 i trzeci w 1985. Mistrz uniwersjady w 1977. Pierwszy w Pucharze Świata w 1977 i drugi w 1978. Wicemistrz świata juniorów w 1975 roku.
Mistrz ZSRR w 1983 i 1984; drugi w 1976, 1981 i 1985; trzeci w 1980 i 1982 roku.